# 박재영 (1939년)
박재영(朴在泳, 1939년 8월 2일~)은 대한민국의 공무원 출신 정치인이다. 제5·8·9·10대 부산 사하구청장을 지냈다. 관선 시기에 제5대 부산직할시 사하구청장(1991. 12.~1994. 1.)을 지냈다. 그리고 1995년 민선으로 바뀐 뒤 사하구청장 선거에 출마·당선되면서, 제8·9·10대 부산광역시 사하구청장(1995. 7.~2006. 6.)을 지냈다. 부산 기장군 출생이다.

## 학력
- 동래고등학교 졸업
- 1962년 부산대학교 경제학 학사 졸업

## 경력
- 경상남도 남해군수(1984년 6월~1986년 6월)
- 내무부 장관 비서실장(1987년 12월~1988년 6월)
- 내무부 전산지도과 과장(1989년 1월~1990년 6월)
- 내무부 총무과 과장(1990년 6월~1991년 12월)
- 제5대 부산직할시 사하구청장(1991년 12월~1994년 1월)
- 부산시청 지역경제국 국장(1994년 1월~)
- 제8·9·10대 부산광역시 사하구청장(1995년 7월~2006년 6월, 한나라당)

## 역대 선거 결과
|  | 51.56% |

|  | 60.12% |

|  | 66.91% |

| 전임 김충규 | 제29대 경상남도 남해군수(관선) 1984년 6월 14일~1986년 6월 24일 | 후임 김옥두 |

| 전임 최인섭 | 제5대 부산직할시 사하구청장(관선) 1991년 12월 26일~1994년 1월 2일 | 후임 권경석 |

| 전임 강병조 | 제8·9·10대 부산광역시 사하구청장(민선) 1995년 7월 1일~2006년 6월 30일 | 후임 조정화 |